# Haulchin
 Haulchin  es una población y comuna francesa, en la región de Norte-Paso de Calais, departamento de Norte, en el distrito de Valenciennes y cantón de Valenciennes-Sud.

## Demografía
| 2070 | 2732 | 2945 | 2746 | 2651 | 2566 |
| Para los censos de 1962 a 1999 la población legal corresponde a la población sin duplicidades (Fuente: INSEE [Consultar]) |      |      |      |      |      |